# Barbora Hrzánová

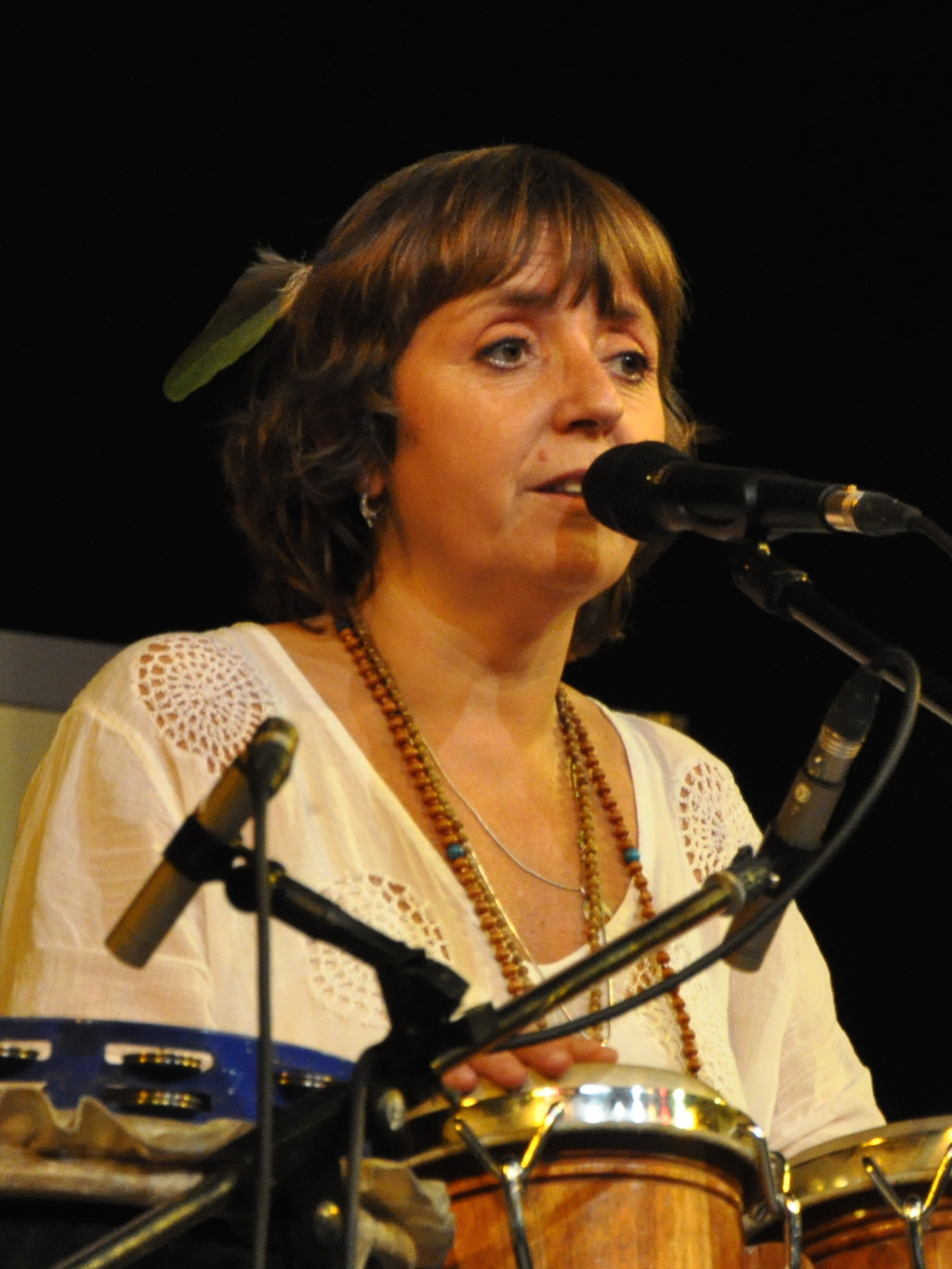
Barbora Hrzánová im Jahr 2012

Barbora Hrzánová (* 22. April 1964 in Budweis, Tschechoslowakei) ist eine tschechische Schauspielerin und Sängerin.

## Leben
Barbora Hrzánová wurde 1964 in Budweis, im Süden der Tschechoslowakei, geboren. Sie ist die Tochter von Vera Hrzánová und Schauspieler Jiří Hrzán (1939–1980). Sie studierte an der Theaterfakultät der Akademie der Musischen Künste in Prag (DAMU) und ging im Anschluss an das Nationaltheater (Národní divadlo). 1993 wechselte sie an das Theater Na zábradlí. Ein Jahr später wurde sie mit dem Cena Alfréda Radoka („Alfréd-Radok-Preis“) ausgezeichnet, für die Beste weibliche Leistung in dem Stück Die Möwe von Tschechow. Später wurde sie freischaffende Schauspielerin. 2003 erhielt sie den Cena Thálie („Thalia-Preis“) als Beste Schauspielerin für ihre Rolle der Helenka Součková in Irena Douskovás Inszenierung des Stücks Der tapfere Bella Tschau  (im Original Hrdy Budzes).
In dem Film Geraubtes Leben (im Original Requiem pro panenku) spielte sie 1992 die kognitiv beeinträchtige Johanka und erhielt eine Auszeichnung beim Toronto Film Festival. Barbora Hrzánová wurde bislang dreimal (1995, 1997, 2013) für den Český lev („Böhmischer Löwe“) als Beste Nebendarstellerin nominiert.
Barbora Hrzánová ist mit dem Schauspieler Radek Holub verheiratet, mit dem sie einen Sohn hat.

## Filmografie
- 1992: Geraubtes Leben (Requiem pro panenku)
- 1994: Díky za kazdé nové ráno
- 1996: Conspirators of Pleasure (Spiklenci slasti)
- 2012: Der blaue Tiger (Modrý tygr)
- 2021: Im Himmel ist auch Platz für Mäuse (Myši patří do nebe) (Stimme)